# Ruffey-sur-Seille
Ruffey-sur-Seille é uma comuna francesa na região administrativa de Borgonha-Franco-Condado, no departamento de Jura. Estende-se por uma área de 18,01 km². Em 2010 a comuna tinha 764 habitantes (densidade: 42,4 hab./km²).